# David Jiménez (journaliste)
Pour les articles homonymes, voir David Jiménez et Jiménez.
David Jiménez (Barcelone, 11 janvier 1971) est un journaliste espagnol. Depuis mai 2015 est directeur du journal El Mundo, en remplacement de Casimiro García-Abadillo.

## Biographie
Né à Barcelone, en 1971, il a une licence en Journalisme par l'Université de Barcelone. Il a commencé en travaillant en 1994 pour le quotidien El Mundo, dans son édition de Madrid. Dès 1998, il a été nommé corresponsal de l'Asie et Proche-Orient, et a surtout couvert les conflits de l'Afghanistan, de Cachemire et du Timor oriental,.

## Trajectoire
En 2014 il s'a amusé d'une bourse Nieman de l'Université d'Harvard que lui a permis travailler en la Moyenne Lab de l'Institut Technologique de Massachusetts (MIT) sur les défis digitaux de la presse.
À la fin d'avril de 2015 a été nommé directeur du journal El Mundo, en remplacement de Casimiro García-Abadillo, qu'avait occupé la charge depuis Pedro J. Ramírez, le 30 janvier 2014.